# Ізгар
Ізгар (рум. Izgar) — село у повіті Караш-Северін в Румунії. Входить до складу комуни Вермеш.
Село розташоване на відстані 373 км на захід від Бухареста, 35 км на північний захід від Решиці, 37 км на південний схід від Тімішоари.

## Населення
За даними перепису населення 2002 року у селі проживали 355 осіб.
Національний склад населення села:
| Національність | Кількість осіб | Відсоток |
| -------------- | -------------- | -------- |
| румуни         | 349            | 98,3%    |
| угорці         | 6              | 1,7%     |

Рідною мовою назвали:
| Мова      | Кількість осіб | Відсоток |
| --------- | -------------- | -------- |
| румунська | 349            | 98,3%    |
| угорська  | 6              | 1,7%     |